# Oeljana Donskova
Oeljana Vjatsjeslavovna Donskova (Russisch: Ульяна Вячеславовна Донскова) (Rostov Oblast, 24 augustus 1992) is een Russisch gymnaste.
Op de Olympische Zomerspelen 2012 behaalde ze met het Russische team goud bij de Ritmische gymnastiek landenwedstrijd.

## Resultaten

### Olympische Zomerspelen
| Jaar | Plaats | Resultaten                           |
| ---- | ------ | ------------------------------------ |
| 2012 | Londen | ritmische gymnastiek landenwedstrijd |

### Wereldkampioenschappen ritmische gymnastiek
| Jaar | Plaats      | Resultaten                                                                         |
| ---- | ----------- | ---------------------------------------------------------------------------------- |
| 2009 | Mie         | landenwedstrijd 5 ballen · landenwedstrijd · landenwedstrijd 3 knotsen + 2 hoepels |
| 2010 | Moskou      | landenwedstrijd 3 knotsen + 2 hoepels · landenwedstrijd 5 ballen · landenwedstrijd |
| 2011 | Montpellier | landenwedstrijd 5 ballen · landenwedstrijd                                         |

1996: Baldó, Cabanillas, Giménez, Guréndez, Lamarca, Martínez ·
2000: Belova, Lavrova, Netejesova, Sjimanskaja, Tsjalamova, Zilber ·
2004: Beloegina, Glatskich, Koerbakova, Lavrova, Moerzina, Posevina ·
2008: Alijtsjoek, Gavrilenko, Gorboenova, Posevina, Sjkoerichina, Zoejeva ·
2012: Bliznjoek, Donskova, Doedkina, Makarenko, Nazarenko, Svastjanova ·
2016: Birjoekova, Bliznjoek, Maksimova, Tatareva, Tolkatsjova ·
2020: Dyankova, Kiryakova, Radukanova, Traets, Zafirova ·
2024: Guo, Hao, Huang, Wang, Ding